# Ardipithecus kadabba
Ardipithecus kadabba är en av de allra tidigaste förmänniskorna, som befinner sig mycket nära schimpansen morfologiskt.  Ardipithecus kadabba (5,8-5,2 miljoner år sedan) betraktades först som en underart till Ardipithecus ramidus men omdefinierades sedan till en egen art.